# Scotophilus leucogaster
Scotophilus leucogaster е вид бозайник от семейство Гладконоси прилепи (Vespertilionidae).

## Разпространение
Видът е разпространен в Ангола, Бенин, Буркина Фасо, Гамбия, Гана, Гвинея, Гвинея-Бисау, Етиопия, Камерун, Кения, Кот д'Ивоар, Мавритания, Мали, Мозамбик, Намибия, Нигер, Нигерия, Сенегал, Сиера Леоне, Того, Уганда, Централноафриканска република, Чад и Южен Судан.